# Exo-SC
Gli Exo-SC (세훈&찬열?), sono un duo sudcoreano formatosi a Seul nel 2019, come secondo sottogruppo degli Exo. Il duo è composto da Park Chan-yeol e Oh Se-hun.

## Storia

### 2019: formazione e debutto
Durante il tour degli Exo Exo Planet 4 - The Elyxion, Chanyeol e Sehun hanno eseguito insieme una canzone intitolata We Young a Seul e Macao, rispettivamente a luglio e agosto 2018. Il brano è stato quindi pubblicato digitalmente il 14 settembre 2018.
Il 28 giugno, il nome del gruppo è stato annunciato come Exo-SC (abbreviato da SeChan), dopo la prima lettera dei nomi dei membri. Hanno debuttato il 22 luglio hanno debuttato pubblicando il primo EP What a Life, contenente sei tracce. Gli Exo-SC hanno ricevuto la loro prima vittoria in assoluto al programma musicale Music Bank il 2 agosto, undici giorni dopo il loro debutto.

### 2020:1 Billion Views
Il 13 luglio è uscito il primo album in studio 1 Billion Views.

## Immagine pubblica
Il 12 giugno, sono diventati sostenitori del marchio Cass Fresh, una notevole marca di birra della Corea del Sud.

## Formazione
- Park Chan-yeol – voce, rapping (2019-presente)
- Oh Se-hun – rapping (2019-presente)

## Discografia

### Album in studio
- 2020 – 1 Billion Views

### EP
- 2019 – What a Life

## Riconoscimenti
| Anno | Evento            | Premio                                        | Ricevente   | Risultato       |
| ---- | ----------------- | --------------------------------------------- | ----------- | --------------- |
| 2019 | Golden Disc Award | Disco Bonsang                                 | What a Life | Vincitore/trice |
| 2019 | Golden Disc Award | Disco Daesang                                 | What a Life | Candidato/a     |
| 2019 | Seoul Music Award | Premio popolarità                             | Exo-SC      | Candidato/a     |
| 2019 | Seoul Music Award | Premio speciale Hallyu                        | Exo-SC      | Candidato/a     |
| 2019 | Seoul Music Award | Premio Bonsang                                | Exo-SC      | Candidato/a     |
| 2019 | Seoul Music Award | Premio artista K-pop più popolare su QQ Music | Exo-SC      | Candidato/a     |